# Esposa del dios
El título de "Esposa del dios" fue el máximo apelativo que podía alcanzar una mujer en circunstancias normales en el Antiguo Egipto. En la mayoría de los casos, ser "esposa del dios" incluía más títulos rituales como "Divina Adoratriz" o "Mano del dios", además de la administración del rico patrimonio del templo de Amón en Tebas. No hay muchos datos de las primeras dinastías, pero era ejercido por mujeres ajenas a la casa real. En la Dinastía XII, se conocen los nombres de Min, Amón y Ptah. Este título era una muestra más de la importancia del dios Amón, y sus posesiones se administraban con su propio aparato oficial. Durante el Imperio Nuevo, que fue cuando este título alcanzó su máxima importancia, equivalía a demostrar su origen real, el poder de su sangre y la legitimidad de su descendencia. Como no todas las reinas egipcias de la época gozaron de esta alta distinción, por lo que las afortunadas por el hecho de descender de una mujer portadora de dicho título eran siempre las escogidas para dar a luz futuros reyes, por encima del resto de las mujeres: eran también las portadoras del título de Gran Esposa Real.
| R8 | N41 · t |

| R8 | N41 · t |

## Funciones
Desconocemos las funciones exactas de las Esposas del dios, pero probablemente fueran todas rituales relacionadas con el culto de Amón. 
Una serie de escenas en el Templo de Hatshepsut muestra a la Esposa de Dios y a un sacerdote masculino que experimentan un ritual que parece estar dedicado a destruir los nombres de los enemigos. Otras escenas muestran a la Esposa de dios que venera a los dioses, para ser purificada en el lago sagrado y seguir al rey en el santuario. Esto muestra la importancia del papel, pero da muy poco información sobre las tareas y responsabilidades verdaderas. 
Hatshepsut parece haber utilizado el poder y la influencia asociados con su título como una base de poder para su subida eventual a la realeza doble al lado de Thutmose III. Después de su reinado, el poder y el prestigio del papel fueron disminuyendo, hasta la Dinastía XIX, cuando una hija de Ramsés VI, Aset, tuvo el título, así como el adicional de Adoratriz Divina de Amón. 
Descontando unos pocos precedentes aislados del Imperio Medio, las mujeres que gozaron de estos beneficios fueron:

## La Dinastía de las Esposas del dios

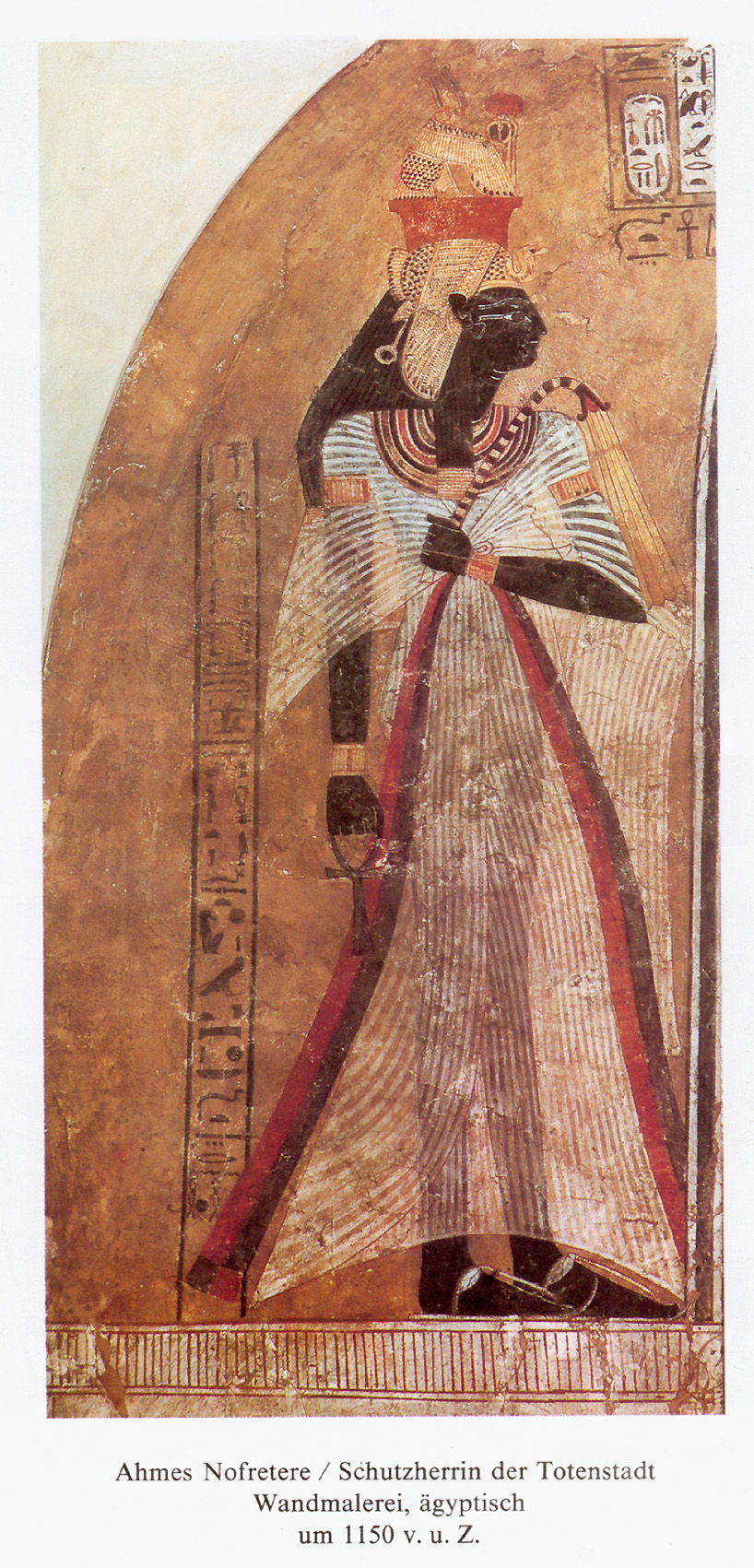
Ahmose-Nefertari.

- Ahhotep: esposa del rey Seqenenra de la Dinastía XVII. Se ha hablado mucho de este asunto, y aún se está por demostrar que esta mujer, uno de los motores de la lucha contra la invasión de los hicsos llegase a contar con este título.
- Ahmose-Nefertari: considerada la matriarca de la Dinastía XVIII, el ser descendiente suya era un inmenso honor y un requisito imprescindible de todo candidato al trono era casarse con una mujer de su linaje.
- Sitamón: primogénita de Ahmose-Nefertari. Murió antes de tener descendencia, luego pasó el título a su hermana.
- Ahmose-Meritamón: tampoco tuvo descendencia, pese a ser la Gran Esposa Real de Amenhotep I.
- Ahmose-Sitkamose: su parentesco se desconoce, pero posiblemente fuese otra hija más de Ahmose-Nefertari, o del rey Kamose, y el título de "esposa del dios" fue en memoria a este monarca.
- Hatshepsut: su madre Ahmose no ostentó nunca el título, pero sí ella, mientras fue la gran esposa real de Thutmose II. Cuando se autoproclamó faraón, traspasó toda su titulación femenina a su hija.
- Neferura: la hija de Hatshepsut. Murió joven y sin haber tenido descendencia, por lo que la rama se interrumpe por segunda vez. A partir de entonces, muchas de las siguientes "esposas del dios" ni siquiera tuvieron la sangre de Ahmose-Nefertari en sus venas.
- Isis: concubina real, que fue madre de Thutmose III. Éste le regaló el título cuando murieron Hatshepsut y Neferura, lo que sin duda habría sido una gran ofensa para la familia real, pues esta mujer no tenía ni una pizca de sangre real.
- Sitah: primera gran esposa real de Thutmose III. Era la hija de la nodriza de este rey, y por consideración a ella, también le regaló un título impropio a sus orígenes.
- Hatshepsut Meritra: segunda gran esposa real de Thutmose III y madre de Amenhotep II. Le fue concedido el título por su hijo, no por su marido. Tal vez fuese hija de Hatshepsut, y por ello Thutmose III nunca quiso halagarla con esta función.
- Meritamón: hija de la anterior y hermana de Amenhotep II. Murió antes de poder traer descendencia al mundo, y una vez más la línea sucesoria de las "esposas del dios" quedó interrumpida.
- Tiaa: madre de Thutmose IV. Como en los casos de Isis y de Hatshepsut Meritra, fue otorgado sólo cuando su hijo alcanzó el trono. Quizás fue la última mujer en ocupar este título en la Dinastía XVIII.
- Mutemuia: por ser la madre de Amenhotep III. Los expertos no se ponen de acuerdo en si llegó a recibir o no tal título. Lo cierto es que de las reinas posteriores a ella (Tiy, Nefertiti, Meritatón, Anjesenamón, Tey o Mutnedymet), ninguna volvió a usarlo.

## Las esposas del dios después de laDinastía XVIII

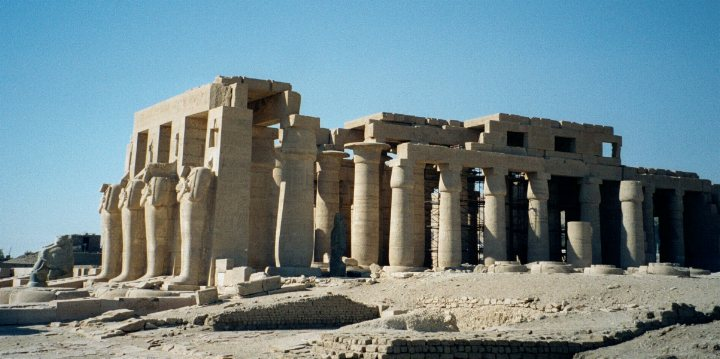
Ramesseum.

El título se recuperó bajo los ramésidas y fue ostentado prácticamente por todas las grandes esposas reales y en circunstancias completamente diferentes a las anteriores. La sangre de Ahmose-Nefertari estaba más que agotada.
Bajo la Dinastía XXI, la institución sufre una transformación: de ahora en adelante, la Esposa de Amón permanece soltera toda su vida. Se denominarán "madre en la hija", por medio de la adopción (a menudo de tía a la sobrina). Las  Adoratrices de la Dinastía XXII son enterradas en el Ramesseum, las de la Dinastía XXIII y XXIV en Medinet Habu. 
Este sacerdocio femenino pierde importancia en la familia real a partir del reinado de Thutmose IV, y finalmente, desde el Tercer Periodo Intermedio hasta el saita, asumirán la función las princesas y no la reina. Estas servidoras de Amón son descritas con un cartucho que les define formado con el nombre de Mut, diosa esposa de Amón.
La función de Esposa del dios alcanzó gran poder político durante el Tercer Período Intermedio, cuando Shepenupet I, hija de Osorkon III fue designada en Tebas. Más tarde, el rey saita Psamético I obligaría a la entonces Esposa del dios, Shepenupet II, a designar a su propia hija Nitocris como su sucesora. La función continuó existiendo hasta que el Imperio persa invade Egipto derrocando al último gobernante saita, Psamético III. Después, la función desaparece de la historia: el estatuto real de adoratriz es abolido, pero jóvenes vírgenes de familias modestas continuarán casándose con Amon.